# Rhinella dorbignyi
Rhinella dorbignyi är en groddjursart som först beskrevs av Duméril och Gabriel Bibron 1841.  Rhinella dorbignyi ingår i släktet Rhinella och familjen paddor. IUCN kategoriserar arten globalt som livskraftig. Inga underarter finns listade i Catalogue of Life.